# Michał Gierlotka
Michał Gierlotka (ur. 22 września 1886 w Piotrowicach, zm. 3 maja 1921 tamże) – polski górnik, działacz narodowy i powstaniec śląski.

## Życiorys
Urodził się 22 września 1886 roku w Piotrowicach (późniejsza część Katowic). 
Był aktywnym członkiem Towarzystwa Śpiewu „Jutrzenka”, a także współorganizatorem Polskiej Organizacji Wojskowej Górnego Śląska na terenie Piotrowic. Powstała ona 19 lutego 1919 roku, a w jego domu przy obecnej ulicy ks. dr. S. Wilczewskiego w warunkach konspiracyjnych odbyło się zaprzysiężenie grupy – pierwszych 18 członków organizacji.
Uczestniczył w I powstaniu śląskim, a po zakończeniu II powstania śląskiego, w okresie plebiscytu wstąpił do utworzonego w Piotrowicach Komitetu Plebiscytowego, gdzie reprezentował stronę polską. 
W momencie wybuchu III powstania śląskiego dowodził kompanią w batalionie Alojzego Kurtoka. Został śmiertelnie ranny w potyczce z policją niemiecką w lasach pomiędzy Śmiłowicami a Retą. Ciężko rannym opiekował się w Piotrowicach działacz PPS Karol Piecha. Tam też zmarł 3 maja 1921 roku. Pochowany został na panewnickim cmentarzu przy obecnej ulicy Panewnickiej w Katowicach.
W 1938 roku pośmiertnie został odznaczony Krzyżem Niepodległości.

## Upamiętnienie
- Tablica pamiątkowa wewnątrz kaplicy Matki Bożej przy ulicy A. Grottgera w Katowicach, na terenie dzielnicy Piotrowice-Ochojec, upamiętniająca zmarłych powstańców śląskich, w tym Michała Gierlotkę[8][9],
- Ulica Michała Gierlotki w Katowicach, na terenie dzielnicy Piotrowice-Ochojec[10][1].